# Mercenaires (Jeremiah)
Pour les articles homonymes, voir Mercenaires.
Mercenaires est une bande dessinée de la série Jeremiah de Hermann parue en 1996

## Synopsis
Jeremiah et Kurdy arrivent dans une ville jouxtée d'une mine prospère mais qui attire beaucoup de convoitises car elle semble renfermer un secret bien protégé. Ils retrouvent Julius et Roméa et sont pris au piège entre la mine et une étrange horde d'éléphants menée par des mercenaires. Kurdy se voit embarqué – volontairement – dans la protection d'une église qu'un voyou a dévalisée. Qui est ce voyou ?

### Documentation
- Jim, « Un cocktail sans alcool », BoDoï, no 2,‎ octobre-novembre 1997, p. 62.